# Jonas Lund

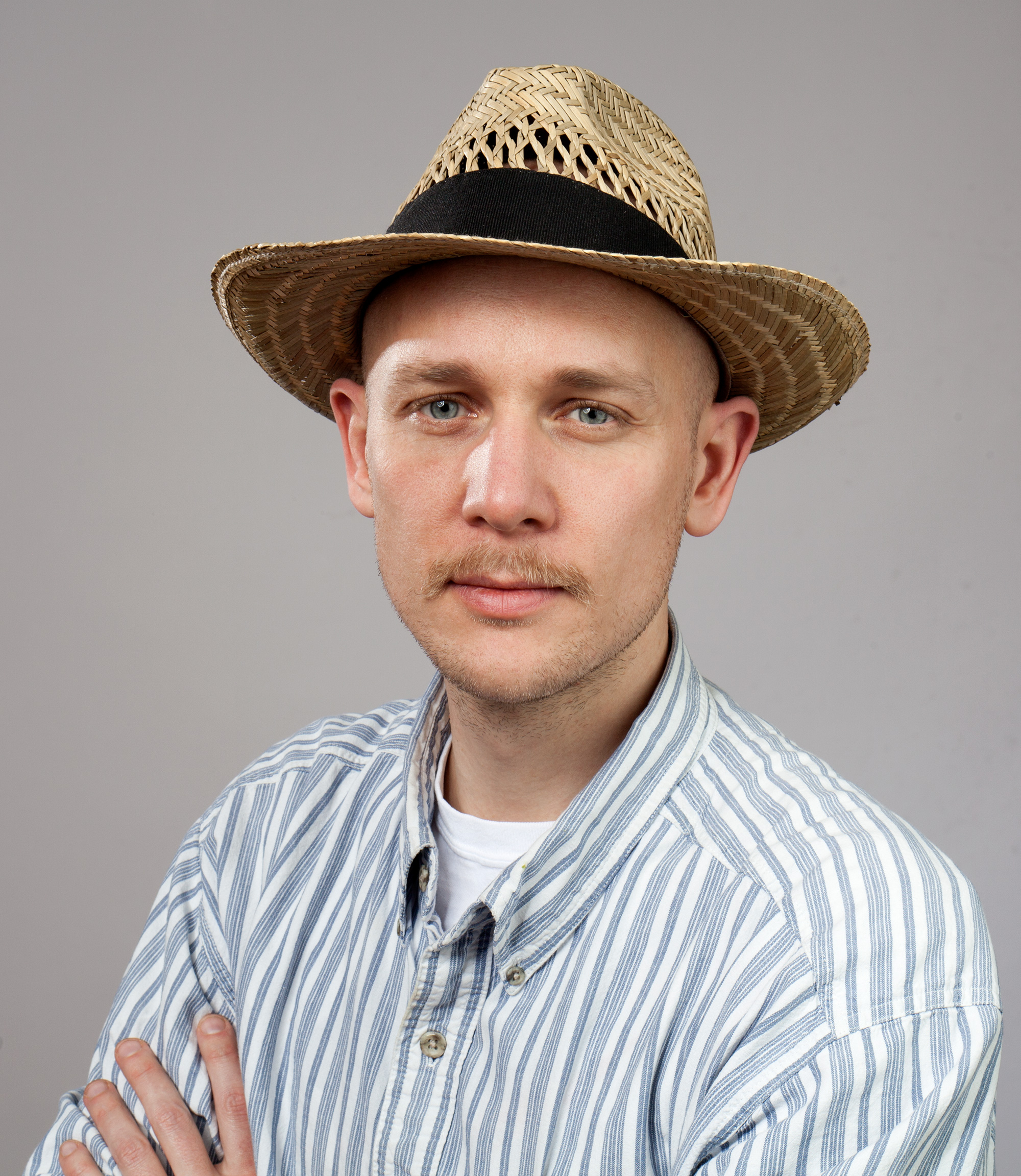
Jonas Lund (2018)

Jonas Lund (* 1984 in Linköping) ist ein schwedischer Künstler. Er arbeitet mit Gemälden, Skulpturen, Fotografien, Websites und Performances, die sich kritisch mit gegenwärtigen System- und Machtstrukturen auseinandersetzen. Ein Beispiel dafür ist seine Ausstellung The Fear of Missing Out (2013) im Ausstellungsraum MAMA, Rotterdam.

## Leben
Lund erlangte den M.A. am Piet Zwart Institut, Rotterdam (2013) und einen BFA an der Gerrit Rietveld Academy, Amsterdam (2009).
Lund kollaborierte mit Eyebeam im Jahr 2012.
Einzelausstellungen seiner Werke wurden u. a. in der Whitechapel Art Gallery in London, bei Steve Turner in Los Angeles, in der Växjö Konsthall in Schweden, im New Museum in New York und im Francisco Carolinum in Linz (2022) gezeigt. Zudem war Jonas Lund an zahlreichen Gruppenausstellungen beteiligt, z. B. im ZKM in Karlsruhe, im Van Abbemuseum in Eindhoven oder dem Moving Museum in Istanbul.

## Arbeit
Lunds künstlerisches Schaffen bedient sich aktueller Technologien und macht durch diese auf Netzwerke und Strukturen in der heutigen Welt aufmerksam. Seine Werke beschäftigen sich mit den problematischen Begleiterscheinungen der Digitalisierung.
Im Jahr 2014 schuf Lund eine Gemäldeserie namens Flip City, die erstmals bei Steve Turner in Los Angeles ausgestellt wurde. Jedes der vierzig Gemälde hatte auf der Rückseite einen GPS-Tracker angebracht, der einmal täglich seinen aktuellen Standort an die Flip-City-Website weitergab. Die Arbeit zielte darauf ab, die manipulative Natur des Kunstmarktes zu erforschen, insbesondere die Gewohnheit einer Gruppe von Sammlern, Kunstwerke schnell zu verkaufen und für einen erhöhten Gewinn weiterzuverkaufen, was als „Flip“ bezeichnet wird.
Im Jahr 2018 schuf Lund seine eigene Kryptowährung Jonas Lund Token, ein ERC-20-Token über der Ethereum-Blockchain, das als Stimmrechtsanteil an seiner künstlerischen Praxis fungiert und so eine neue Kunstform namens „Performance-Art-Kapitalismus“ hervorbrachte.
Im Januar 2019 gründete Lund in einer Performance / Installation eine Einflussagentur mit dem Titel Operation Earnest Voice in der Photographers 'Gallery in London. Das Ziel der Installation war es, den Brexit rückgängig zu machen, was zu Kontroversen und Kritik seitens der Organisation Leave Means Leave aufgrund des Status der Photographers 'Gallery als Wohltätigkeitsorganisation führte, die teilweise vom Arts Council England finanziert wurde und als solche nicht finanziert werden sollte an politischen Kampagnen beteiligt sein. In einer öffentlichen Erklärung erklärte die Galerie, sie habe die Richtlinien der Charity Commission befolgt, den Arts Council England konsultiert und Rechtsberatung in Anspruch genommen, „um sicherzustellen, dass das Projekt allen geeigneten Vorschriften entspricht, insbesondere in Bezug auf öffentlich finanzierte gemeinnützige Einrichtungen“. Infolgedessen würde „das Projekt nicht angepasst oder heruntergefahren“.